# サディク・サファエフ
サディク・サファエフ（ラテン文字：Sodiq Safoyev、キリル文字：Сафоев Солиҳович、1954年2月3日 - ）は、ウズベキスタンの政治家、外交官。上院議員。同国外務大臣などを務めた。

## 経歴
1993年までハーバード大学に研修。
帰国後、対外経済関係第一次官となり、1993年2月、外務大臣に就任。1994年、駐独非常全権大使。1996年、大統領国家顧問。1996年9月3日、駐米非常全権大使。
2001年～2003年、外務第一次官となり、2001年～2002年、駐アフガニスタン大統領特別代表を兼任。2003年3月14日～2005年、再び外務大臣となる。2005年11月まで世界経済外交大学の学長を務めた。
2005年1月24日、アリー・マジュリス上院議員に任命。国際問題委員会委員長。
2021年11月、旭日大綬章を受章。

## パーソナル
2001年に離婚。